# SV Croatia Hannover
SV Croatia Hannover, nogometni je klub hrvatskih iseljenika u Njemačkoj iz grada Hannovera.

## Vanjske poveznice
- SV Croatia Hannover (njem.)